# جو ليبرمان
جوزيف إيسادوري ليبرمان (بالإنجليزية: Joe Lieberman)‏ (من مواليد 24 فبراير 1942 – 27 مارس 2024) هو سياسي أمريكي، ولوبي، ومحامي، عمل كسيناتور أمريكي من ولاية كونيتيكت في الفترة من 1989 إلى 2013. عضو سابق في الحزب الديمقراطي، ومرشحه لمنصب نائب رئيس الولايات المتحدة في انتخابات عام 2000. خلال فترة ولايته الأخيرة في منصبه، أدرِج رسميًا باعتباره ديمقراطيًا مستقلًا واجتمع وترأس لجانًا للحزب الديمقراطي.
انتخِب ليبرمان باعتباره «ديموقراطي إصلاحي» في عام 1970 لعضوية مجلس الشيوخ في ولاية كونيتيكت، إذ خدم ثلاث فترات كزعيم للأغلبية. بعد محاولة فاشلة ليكون نائبًا في مجلس النواب الأمريكي في عام 1980، شغل منصب النائب العام للولاية من 1983 إلى 1989. هزم بشق الأنفس صاحب المنصب الجمهوري لويل ويكر في عام 1988 ليفوز في انتخابات مجلس الشيوخ الأمريكي، وأعيد انتخابه عام 1994 و 2000 و 2006. كان المرشح الديمقراطي لمنصب نائب الرئيس في الانتخابات الرئاسية الأمريكية عام 2000، وخاض الانتخابات مع مرشح الرئاسة ثم نائب الرئيس آل غور.
في الانتخابات الرئاسية عام 2000، فاز غور وليبرمان في التصويت الشعبي بهامش بأكثر من 500,000 صوت، لكنهم خسروا المجمع الانتخابي الحاسم أمام قائمة مرشحي الجمهوري جورج دبليو. بوش/ ديك تشيني 271-266. سعى أيضًا دون جدوى للترشيح الديمقراطي في الانتخابات الرئاسية لعام 2004. خلال محاولة إعادة انتخابه في مجلس الشيوخ في عام 2006، خسر ليبرمان الانتخابات التمهيدية للحزب الديمقراطي، لكنه فاز بإعادة انتخابه في الانتخابات العامة كمرشح عن حزب ثالث هو حزب «كونيتيكت من أجل ليبرمان». لم يكن قط عضوًا في ذلك الحزب، وبقي ديموقراطيًا مسجلًا أثناء ترشحه.
أدرِج ليبرمان رسميًا في سجلات مجلس الشيوخ لدورتي الكونغرس 110 و 111 كديمقراطي مستقل، وجلس كجزء من التجمع الديمقراطي في مجلس الشيوخ. لكن بعد خطابه في المؤتمر الوطني الجمهوري في عام 2008، والذي أيّد فيه جون ماكين كرئيس للبلاد، لم يعد يحضر الاجتماعات الاستراتيجية القيادية للحزب الديمقراطي أو وجبات الغداء السياسية. التقى مع زعيم الأغلبية في مجلس الشيوخ هاري ريد في 5 نوفمبر 2008، لمناقشة دوره المستقبلي مع الحزب الديمقراطي. في نهاية المطاف سمح له المجمع الديمقراطي في مجلس الشيوخ بعد التصويت أن يحتفظ برئاسة لجنة مجلس الشيوخ المعنية بالأمن الداخلي والشؤون الحكومية. أعلن فيما بعد أنه سيواصل التكتل مع الديمقراطيين. أيّد هيلاري كلينتون في منصب الرئيس قبل انتخابات عام 2016.
بصفته سيناتورًا في مجلس الشيوخ، قدّم ليبرمان وأيّد «قانون الإلغاء لا تسأل، لا تخبر» لعام 2010، والتشريع الذي أدى إلى إنشاء وزارة الأمن الداخلي. أثناء النقاش حول قانون حماية المرضى والعناية الميسورة، وباعتبار تصويت الستين الحاسم ضروريًا لإقرار التشريع، كانت معارضته للخيار العام حاسمة لإزالته من مشروع القانون الناتج.

## مجلس الشيوخ الأمريكي

### فترة ولايته
انتخِب ليبرمان لأول مرة في مجلس الشيوخ الأمريكي كديمقراطي في انتخابات عام 1988، ليفوز على الجمهوري الليبرالي لويل ويكر بفارق 10,000 صوت. سجل أكبر اضطراب سياسي في البلاد في ذلك العام، بعد أن دعمه ائتلاف من الديمقراطيين والناخبين المستقلين مع دعم من الجمهوريين المحافظين (وأبرزهم مؤسس ناشيونال ريفيو، ومضيف العرض التلفزيوني خط النار (فاير لاين) وليام إف. باكلي جونيور، وشقيقه السيناتور السابق في مجلس الشيوخ عن ولاية نيويورك جيمس إل. باكلي)، الذي شعر بخيبة أمل إزاء سجل التصويت لصاحب المنصب الجمهوري الليبرالي لويل ويكر الذي استمر لثلاث فترات وأسلوبه الشخصي. خلال الحملة تلقى الدعم من مجتمع كونيتيكت الكوبي الأمريكي الذي لم يكن راضيًا عن ويكر. منذ ذلك الحين ظل ليبرمان معارضًا لكاسترو بشدة.
بعد فترة قصيرة من انتخابه لأول مرة في مجلس الشيوخ، اتصل زعيم الأغلبية القادم جورج ميتشل بليبرمان الذي نصحه: «اختر مجالين أو ثلاثة مجالات تهمك حقًا وتعلمها حتى يعرف زملائك ما تتحدث عنه... سيكون لديك تأثير أكبر مما تعتقد حتى لو كنت جديدًا، لأنك تعلم أن هناك المئات من المشكلات، وحتمًا نحن نعتمد على بعضنا البعض». في إشارة إلى المحادثة، قال ليبرمان: «كان هذا صحيحًا عندما أتيت للمرة الأولى، على الرغم من أنه كان بإمكانك رؤية الحزبية تبدأ بالنخر في ذلك. ولكن في نهاية عامي 24، كانت الحزبية واضحة لدرجة أنه كان من الصعب تكوين مجموعات للحصول على 60 صوتًا لكسر العرقلة وإنجاز أمر ما».
تعتبر مبادرات ليبرمان ضد العنف في ألعاب الفيديو الدافع الرئيسي وراء إنشاء نظام تصنيف لألعاب الفيديو على مستوى الصناعة في أوائل التسعينيات.
في عام 1994 ، صنع ليبرمان التاريخ بفوزه بأغلبية ساحقة في سباق مجلس الشيوخ في ولاية كونيتيكت، إذ حصل على 67 في المئة من الأصوات وتغلب على خصمه بأكثر من 350 ألف صوت. شغل ليبرمان منصب رئيس مجلس القيادة الديمقراطية من 1995-2001، مثل بيل كلينتون وديك غيفارت. في عام 1998، كان ليبرمان أول ديمقراطي بارز يتحدى كلينتون علانيةً باستعماله للحكم في قضية كلينتون مع مونيكا لوينسكي. ولكنه صوت ضد إقالة كلينتون من منصبه بالعزل.

وفي معرض انتقاده لبيل كلينتون، قال ليبرمان في عام 2014:
كان من الصعب جدًا عليّ أن أفعل ذلك لأنني أحببته، ولكني شعرت حقًا بأن ما فعله فظيع، شعرت أنني لن أكون نفسي ما لم أقل شيئًا، سأكون منافقًا. شعرت أيضًا أنه إذا لم يقل شخص كان داعمًا له شيئًا، فلن يكون ذلك جيدًا. لذا نال كثيرًا من الاهتمام. تلقيت مكالمة من أرسكين بولز الذي كان رئيس الأركان بعد ثلاثة أو أربعة أيام تقريبًا قال فيها إنه كان سيعبر عن رأي لو لم يكن معترف به عالميًا في البيت الأبيض –اعتقدَ أنني ساعدت الرئيس من خلال تفجير الغليان، وكانت هذه الاستعارة التي استخدمها. في صباح الأحد التالي وأنا في المنزل ويرن الهاتف، إنه البيت الأبيض. الآن بعد نحو أسبوع ويومين من إلقاء الخطاب. يقول الرئيس، كان الرئيس، «أريدك فقط أن تعرف أنه لا يوجد شيء قلته في هذا الخطاب لا أتفق معه. وأريد منك أن تعرف أنني أعمل عليه». وتحدثنا لمدة خمس وأربعين دقيقة. كان رائعًا.
أسس ليبرمان من بين الديمقراطيين الوسطيين الآخرين تحالف الديمقراطيين في مجلس الشيوخ في ربيع عام 2000. وفي نفس العام، وبالتزامن مع ترشيح نفسه لمنصب نائب الرئيس، انتخِب ليبرمان لولاية ثالثة في مجلس الشيوخ مع 64 بالمئة من الأصوات متفوقًا بسهولة على الجمهوري فيليب جيردانو.

## روابط خارجية
- جو ليبرمان على موقع IMDb (الإنجليزية)
- جو ليبرمان على موقع الموسوعة البريطانية (الإنجليزية)
- جو ليبرمان على موقع مونزينجر (الألمانية)
- جو ليبرمان على موقع إن إن دي بي (الإنجليزية)
- جو ليبرمان على موقع ديسكوغز (الإنجليزية)
- جو ليبرمان على موقع كينوبويسك (الروسية)